# Горња Добриња
Горња Добриња је насеље у Србији у општини Пожега у Златиборском округу. Према попису из 2022. било је 312 становника. У селу је рођен српски кнез Милош Обреновић.

## Просторно културно-историјске целине
Споменичку целину у Горњој Добрињи чине црква Светих Петра и Павла, надгробни споменици у порти, чардак са чесмом и белег на месту родне куће кнеза Милоша. Црква је саграђена 1822. на месту цркве брвнаре, која се у турско време помиње као метох манастира Никоља. У спомен на свога оца Теодора подигао ју је кнез Милош. Уз саму цркву, крај гроба кнез Милошевог оца обележеног лежећом плочом са натписом, налази се неколико појединачних и два заједничка споменика изгинулим у ратовима за ослобођење Србије.
Источно од цркве, над каменом чесмом са две луле, подигнут је 1860. године чардак од шашовца у дрвеној конструкцији, једнопросторна зградица са стрмим пирамидалним кровом покривеним шиндром. Конзерваторско-рестаураторски радови на чардаку изведени су 1967. године.
У Горњој и Доњој Добрињи је пронађен мрки угаљ 1923.
Овде се налази ОШ „Емилија Остојић” ИО Горња Добриња.

## Демографија
У насељу Горња Добриња живи 411 пунолетних становника, а просечна старост становништва износи 44,5 година (42,4 код мушкараца и 46,7 код жена). У насељу има 149 домаћинстава, а просечан број чланова по домаћинству је 3,39.
Ово насеље је великим делом насељено Србима (према попису из 2002. године), а у последња три пописа, примећен је пад у броју становника.
|  |

| Демографија | Демографија | Демографија |
| Година      | Становника  | Становника  |
| ----------- | ----------- | ----------- |
| 1948.       | 891         |             |
| 1953.       | 890         |             |
| 1961.       | 820         |             |
| 1971.       | 753         |             |
| 1981.       | 664         |             |
| 1991.       | 595         | 595         |
| 2002.       | 505         | 522         |

| Етнички састав према попису из 2002.‍ | Етнички састав према попису из 2002.‍ | Етнички састав према попису из 2002.‍ | Етнички састав према попису из 2002.‍ | Етнички састав према попису из 2002.‍ |
| ------------------------------------ | ------------------------------------ | ------------------------------------ | ------------------------------------ | ------------------------------------ |
|                                      |                                      |                                      |                                      |                                      |
| Срби                                 | Срби                                 |                                      | 503                                  | 99,60%                               |
| непознато                            | непознато                            |                                      | 1                                    | 0,19%                                |

| Година пописа     | 1948. | 1953. | 1961. | 1971. | 1981. | 1991. | 2002. |
| ----------------- | ----- | ----- | ----- | ----- | ----- | ----- | ----- |
| Број домаћинстава | 174   | 174   | 178   | 183   | 180   | 179   | 149   |

| Број чланова      | 1  | 2  | 3  | 4  | 5  | 6  | 7  | 8 | 9 | 10 и више | Просек |
| ----------------- | -- | -- | -- | -- | -- | -- | -- | - | - | --------- | ------ |
| Број домаћинстава | 27 | 36 | 23 | 21 | 11 | 20 | 10 | 1 | 0 | 0         | 3,39   |

| Пол    | Укупно | Неожењен/Неудата | Ожењен/Удата | Удовац/Удовица | Разведен/Разведена | Непознато |
| ------ | ------ | ---------------- | ------------ | -------------- | ------------------ | --------- |
| Мушки  | 210    | 55               | 138          | 12             | 5                  | 0         |
| Женски | 211    | 18               | 138          | 50             | 5                  | 0         |
| УКУПНО | 421    | 73               | 276          | 62             | 10                 | 0         |

| Пол    | Укупно                    | Пољопривреда, лов и шумарство | Рибарство                            | Вађење руде и камена | Прерађивачка индустрија       |
| ------ | ------------------------- | ----------------------------- | ------------------------------------ | -------------------- | ----------------------------- |
| Мушки  | 161                       | 127                           | 0                                    | 0                    | 17                            |
| Женски | 121                       | 105                           | 0                                    | 0                    | 5                             |
| УКУПНО | 282                       | 232                           | 0                                    | 0                    | 22                            |
| Пол    | Производња и снабдевање   | Грађевинарство                | Трговина                             | Хотели и ресторани   | Саобраћај, складиштење и везе |
| Мушки  | 1                         | 2                             | 3                                    | 0                    | 7                             |
| Женски | 1                         | 0                             | 4                                    | 0                    | 0                             |
| УКУПНО | 2                         | 2                             | 7                                    | 0                    | 7                             |
| Пол    | Финансијско посредовање   | Некретнине                    | Државна управа и одбрана             | Образовање           | Здравствени и социјални рад   |
| Мушки  | 0                         | 1                             | 0                                    | 0                    | 0                             |
| Женски | 0                         | 0                             | 0                                    | 3                    | 3                             |
| УКУПНО | 0                         | 1                             | 0                                    | 3                    | 3                             |
| Пол    | Остале услужне активности | Приватна домаћинства          | Екстериторијалне организације и тела | Непознато            | Непознато                     |
| Мушки  | 2                         | 0                             | 0                                    | 1                    | 1                             |
| Женски | 0                         | 0                             | 0                                    | 0                    | 0                             |
| УКУПНО | 2                         | 0                             | 0                                    | 1                    | 1                             |